# ハムニガン人
- ハニガン
- カムニガン

ハムニガン（ハムニガン、ロシア語: Хамниганы;  英語: Hamnigan）とは、ロシア連邦等に居住するモンゴル化されたエヴェンキの少数民族である。

## 概要
ロシアではザバイカリエ地方に定住し、最も数が多い。モンゴルや内モンゴル自治区に住むハムニガンは、ロシア語の影響を強く受けている。